# Ksar Ghilane
Ksar Ghilane (arabe : قصر غيلان) est une oasis du sud de la Tunisie située sur la limite est du Grand Erg oriental.
Réputée être la plus méridionale des oasis tunisiennes et l'une des portes du désert du Sahara tunisien, une source d'eau chaude affleure dans l'oasis. Cette source, dans laquelle il est le plus souvent possible de se baigner, aurait des vertus thermales. 
Du fait de sa position à la frontière du monde sédentarisé, la localité de Ksar Ghilane a toujours été connectée aux provinces côtières, mais est longtemps restée difficile d'accès. Elle est désormais reliée par une route asphaltée à Douz (80 kilomètres au nord) ou Matmata que peuvent emprunter les véhicules tout terrain ou les voitures privées ou de location.

## Histoire

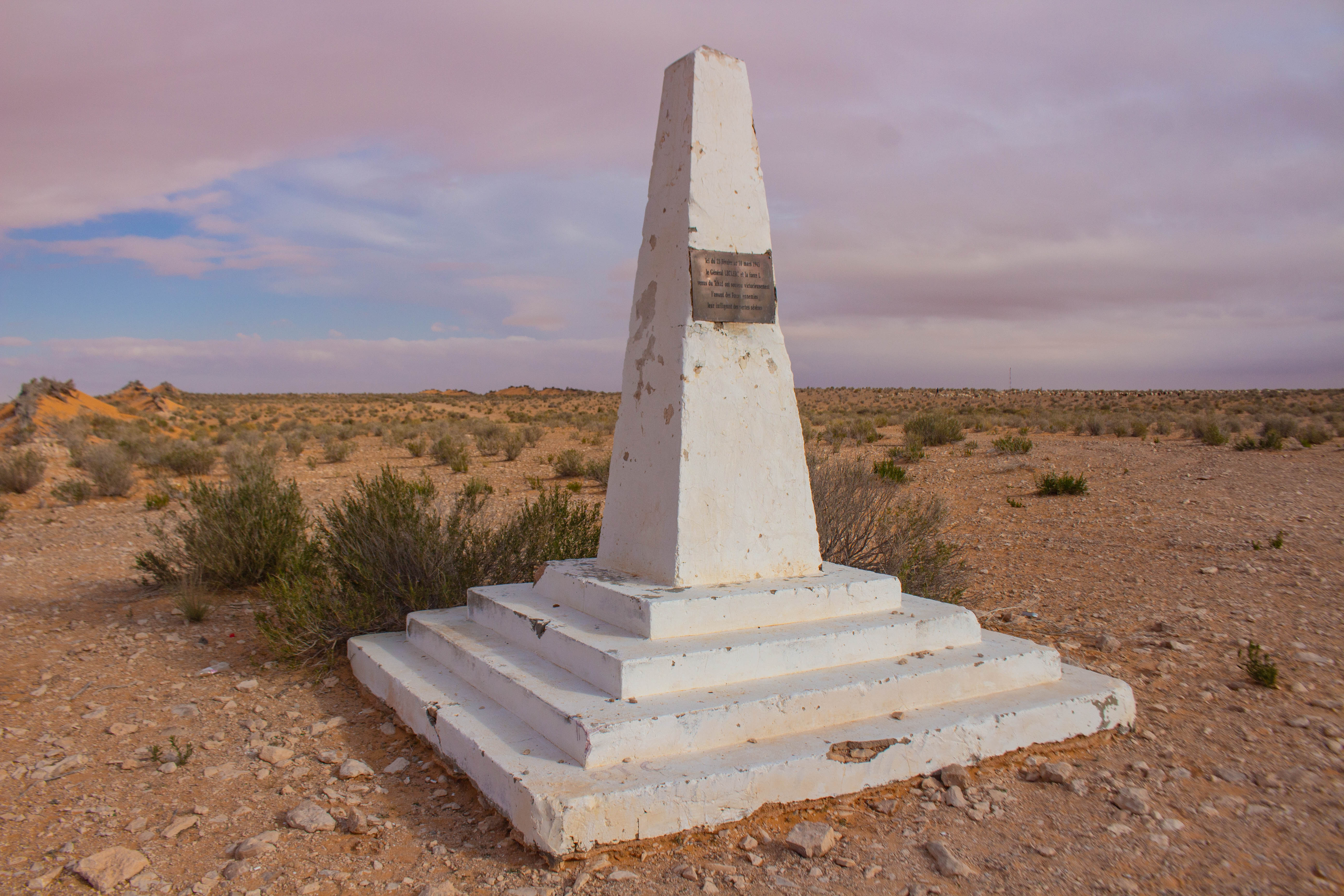
Colonne du général Leclerc.

Comme son nom l'indique (ksar est un mot arabe qui signifie « château »), elle abrite un fort datant de l'époque romaine, Tisavar (de), situé sur le limes qui suit la limite du désert. Le gouvernement tunisien l'a proposé le 17 février 2012 pour un futur classement sur la liste du patrimoine mondial de l'Unesco.
À un kilomètre à l'est est érigée une stèle, la colonne du général Leclerc, qui témoigne du passage de son armée en 1943 lors de la bataille de Ksar Ghilane. Elle porte l'inscription suivante :
« Ici, du 23 février au 10 mars 1943, le Général Leclerc et la Force L, venus du Tchad, ont soutenu victorieusement l'assaut des forces ennemies, leur infligeant des pertes sévères. »

## Démographie
La population de Ksar Ghilaine s'élève à 300 personnes (une cinquantaines de familles), autrefois semi-nomades mais actuellement sédentarisées, qui vivent actuellement de l'exploitation du palmier-dattier, de l'élevage des chèvres et des moutons, d'une activité touristique d'importance croissante dans les années 2000 avant la pandémie de coronavirus et d'un peu de développement du maraîchage par irrigation.

## Tourisme

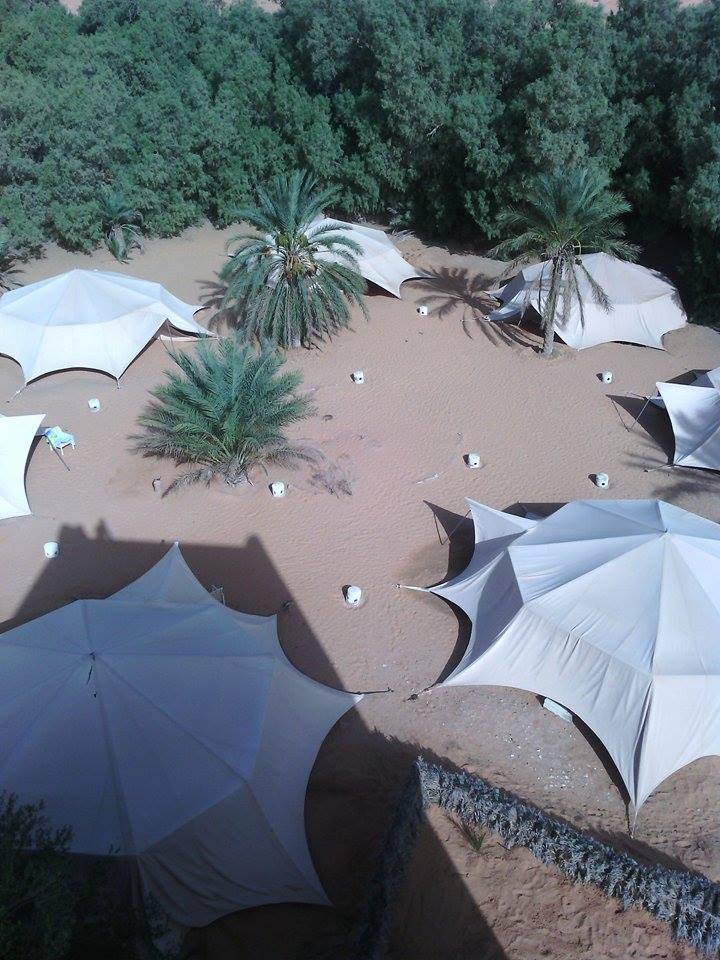
Tentes climatisées, en février 2018.

Concernant l'activité de tourisme saharien en croissance continue entre 1970 et 2018, il est possible de faire du quad, de la moto, des randonnées à cheval ou des méharées à dos de dromadaires. Cinq unités touristiques d'un total de 600 lits sont disponibles : trois campements avec tentes berbères, un hôtel de luxe avec une soixantaine de tentes climatisées, une maison d'hôtes et un ranch avec chambres privées. Quelques cafés et un restaurant sont installés autour de la source en plus de ceux présents dans les campements.

## Défense
L'oasis abrite aussi un poste de la garde nationale et une caserne de l'armée tunisienne.

## Climat
L'oasis est située dans la dépression de Bouflija, c'est-à-dire l'exutoire des oueds Bou el-Khcheb, Laarej et Mahbes. Les précipitations y sont rares (moins de cinquante millimètres par an), irrégulières d'années en années et peuvent être localisées de façon aléatoire. 
Les températures dépassent régulièrement les 50°C en été, mais il gèle en dessous de 0°C en hiver. L'écart thermique interjournalier est aussi très important (une nuit peut être particulièrement froide, la suivante moins, mais le jour suivant être très chaud, etc.). Un vent sableux souffle en moyenne 120 jours par an. Le vent brûlant de type sirocco souffle pendant la période estivale quarante jours par an en moyenne,.

## Accès à l'eau
Traditionnellement, des puits de trois à six mètres de profondeur (dits thmeds) étaient creusés par les éleveurs dans les lits des oueds et les parcours nomadiques suivaient leur épuisement au cours de l'année. Ces puits intermittents très simples étaient complétés par quelques puits de surface atteignant la nappe phréatique (profondeur maximum atteinte : 35 mètres) dont l'eau était remontée avec une poche de cuir (dalou ou delou) et qui garantissaient un accès à l'eau toute l'année, même si leur niveau fluctuait.
Avec la mécanisation et l'utilisation de pompes Diesel, des forages sont creusés pour atteindre le niveau de la nappe du complexe terminal (qui se trouve entre 70 et 300 mètres de profondeur). Les premiers forages conduisent dans les années 1950 au développement d'une palmeraie de 100 hectares et à la fixation des familles qui auparavant vivaient d'élevage et ne passaient qu'une partie de l'année dans la localité (caractéristique d'une « zone de parcours »).
Depuis les années 1990, des forages profonds ont permis d'atteindre la nappe au niveau continental intercalaire (en dessous de 1 000 mètres).
En 1990, des puits de surface sont équipées d'éoliennes, toujours visibles dans les années 2020. Leur utilisation dans la durée est rendue difficile par l'absence de service après-vente (des actions d'entretien sont fournies par une société locale). En 1995, avec l'appui de la coopération allemande, deux puits sont équipés de pompes photovoltaïques. Depuis, les systèmes photovoltaïques se sont multipliés dans l'oasis et sur les zones de parcours pour abreuver les animaux. Toutefois, les eaux pompées en profondeur en 1995 se sont révélées de mauvaise qualité et de forte salinité (plus de quatre grammes par litre).
Un projet soutenu par l'Agence espagnole pour la coopération internationale au développement et l'appui de l'Institut technologique des îles Canaries a permis à l'Agence nationale pour la maîtrise de l'énergie et les autorités locales chargées de la gestion de l'eau d'installer une station de dessalement par osmose inverse alimentée par l'énergie photovoltaïque et des bassins de stockage en 2006.

## Évènements
En 2010, une météorite d'origine martienne de type shergottite s'écrase à proximité de l'oasis. Officiellement enregistrée sous le nom de code international Ksar Ghilaine 002, il s'agit de la centième météorite d'origine martienne collectée jusqu'à présent sur Terre.